# LowFlyer (Deluxe Edition)
LowFlyer (Deluxe Edition) es el octavo álbum de estudio del rapero hispano-marroquí Beny Jr. Fue lanzado el 30 de enero de 2025, bajo la discográfica independiente del mismo LF BABYS.

## Lanzamiento y recepción
El disco fue publicado el 30 de enero de 2025, conteniendo 14 sencillos en solitario centrados en el género dancehall, con vibras de lo-fi, trap y un único sencillo de reguetón. El estilo del disco fue relajado y ambiental.
En la primera semana de su publicación, se posicionó en los tops de reproducciones junto a álbumes como Debí tirar más fotos, Si abro los ojos no es real, Hurry Up Tomorrow, entre otros. El proyecto se mantuvo en las primeras listas de España, llegando al puesto 14° como posición máxima el 5 de marzo de ese año. En esa fecha, el disco tenía más de 200 mil reproducciones diarias en Spotify. En junio, la revista española I am rap, lo colocó dentro de los mejores 30 álbumes de rap del año en España.

## Lista de canciones
Todas las letras escritas por Beny Junior.
| LowFlyer (Deluxe Edition) |                              |          |  |
| N.º                       | Título                       | Duración |  |
| 1.                        | «Whatever»                   | 3:15     |  |
| 2.                        | «Si la ves (me entenderías)» | 2:52     |  |
| 3.                        | «Lenon sin gafas»            | 3:06     |  |
| 4.                        | «Glitch/er»                  | 3:00     |  |
| 5.                        | «Anti Social Social Boy»     | 2:51     |  |
| 6.                        | «Mai sin Trunks»             | 3:05     |  |
| 7.                        | «Luckyboy»                   | 3:03     |  |
| 8.                        | «Estación Espacial - part 2» | 2:5      |  |
| 9.                        | «Aruba Bay - part 2»         | 3:06     |  |
| 10.                       | «Freestyle»                  | 2:42     |  |
| 11.                       | «Reggaeton»                  | 2:17     |  |
| 12.                       | «Pero Bueno, Qué De Menos?»  | 3:30     |  |
| 13.                       | «SUBZYRO»                    | 2:46     |  |
| 14.                       | «LowJet»                     | 2:11     |  |
| 40:42                     |                              |          |  |